# Chile nos Jogos Olímpicos de Inverno de 1948
O Chile competiu pela primeira vez nos Jogos Olímpicos de Inverno nas Olimpíadas de Inverno de 1948 em St. Moritz, Suíça.